# 尚邦圣克鲁瓦
尚邦圣克鲁瓦（法語：Chambon-Sainte-Croix，法語發音：[ʃɑ̃bɔ̃ sɛ̃t kʁwa]）是法国克勒兹省的一个市镇，位于该省西北部，属于盖雷区。

## 地理
尚邦圣克鲁瓦（46°21'20"N, 1°46'29"E）面积6.66 平方千米，位于法国新阿基坦大区克勒兹省，该省份为法国中部省份，位于法國中央高原西北部，北起安德尔省和谢尔省，西接维埃纳省，南至科雷兹省，东临多姆山省，东北与阿列省接壤。
与尚邦圣克鲁瓦接壤的市镇（或旧市镇、城区）包括：卢杜埃圣皮埃尔、拉塞勒迪努瓦斯、谢尼耶、弗雷斯利讷。

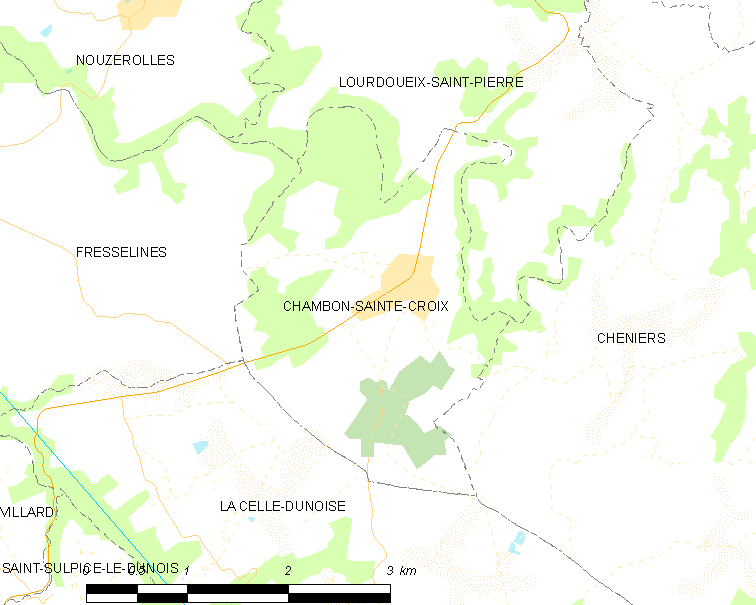
尚邦圣克鲁瓦的OSM定位图

尚邦圣克鲁瓦的时区为UTC+01:00、UTC+02:00（夏令时）。

## 行政
尚邦圣克鲁瓦的邮政编码为23220，INSEE市镇编码为23044。

## 政治
尚邦圣克鲁瓦所属的省级选区为博纳县。

## 人口

1962-2008年间尚邦圣克鲁瓦人口变化图示

尚邦圣克鲁瓦于2022年1月1日时的人口数量为86人。